# Ильичёв, Михаил Дмитриевич
Михаил Дмитриевич Ильичёв (25 января 1928, деревня Похово, Ленинградская область — ?) — советский футболист, нападающий.
С 1937 года жил в Ленинграде, где окончил 7 классов. В 1941—1944 годах находился в блокадном Ленинграде. Во время налетов вместе с ребятами из дежурных отрядов тушил фугасные бомбы на чердаках домов. После войны играл за «Спартак» Ленинград (1946—1950), ДО Выборг (1950—1953). В 1954 году провёл два матча в чемпионате СССР в составе ленинградского «Зенита» — 5 мая вышел на замену во втором тайме в игре против горьковского «Торпедо» и на 80 минуте забил гол, установив окончательный счёт 1:1. 6 июля в домашнем матче против харьковского «Локомотива» (0:3) был заменён на 70 минуте. Ушел из профессионального футбола из-за травмы колена.
В 1963 году окончил Ленинградский Радиополитехникум Ленсовнархоза по специальности: оборудование электровакуумного производства. По окончании техникума работал на ЛОЭП "Светлана" техником-электромехаником до 1988 года. Участвовал в городских турнирах в составе футбольной команды завода "Светлана".  Умер 1 мая 1991 года от сердечного приступа. Похоронен на кладбище пос. имени Морозова Ленинградской области.
Награжден  медалью "За оборону Ленинграда" и знаком "Житель блокадного Ленинграда".